# Afridi
Afridi (o Apridi) és una tribu de paixtus o patans a la Frontera del Nord-oest al sud del pas del Khyber. Els afridis foren els tradicionals guardians d'aquest pas i el de Kohat. Van ser sotmesos pels britànics el 1878. El 1901 eren uns 90.000 amb uns 20000 homes armats dels quals 5000 van ser enrolats a l'exèrcit indobritànic de la frontera.
Va tenir part destacada en les revoltes tribals de 1895 i 1896 a la que no obstant es van sumar cap al final.
Sota domini britànic estaven dividits en sis seccions que vivien a la zona del pas del Khyber:
- Khambar Khel (o Kambar Kel), viuen a Maidan i valls del Bara i del Kajuri
- Kamrai (O Kamar Kel), viuen a la vall del Bara
- Kuki Khel (o Kuki Kel, viuen al Khybar especialment Jamrus i Ali Masjid
- Malik Din Khel (o Malek Din Kel), viuen a Mardan
- Sepaiah (Sipah o Sepah), viuen a la vall del Bara i a la plana de Kajuri
- Zaka Khel (o Zakka Kel), viuen al Khyber, Bazar i vall del Bara

Aquests sis grups o clans no reconeixen a altres clans assimilats: els Aka Kel o Aka Khel (al sud del riu Bara) i els Adam Kel o Adam Khel (entre Peshawar i Kohat).
Al final del segle xix eren nòmades excepte els Adam Kel (o Adam Khel). Vers el 1900 eren entre 20.000 i 33.000 guerrers i a la segona meitat del segle XX eren uns 50.000, però el govern afganès donava 60.000 més com a residents dins el seu territori, però probablement eren dades utilitzades per reclamar el Paixtunistan.
La tradició de què ja existien en temps d'Alexandre el Gran, o del seu origen grec, és tardana i sense fonament. Més probable és la que diu que foren establerts per vigilar el pas del Khyber per Mahmud de Gazni. Dos-cents anys més tard Sihab al-Din els va reforçar amb noves colònies del mateix origen. Sota Baber, la seva posició estratègica els va fer importants, i el va atacar. Van lluitar contra Akbar (1587 i 1588, nominalment sotmesos a canvi de privilegis), Djahangir (que en va deportar milers), i Awrangzeb i no van poder ser sotmesos. Ahmad Shah Durrani els va sotmetre nominalment i alguns es van integrar al seu exèrcit (llavors els afridis comptaven amb 19.000 guerrers segons els seus propis càlculs); el mateix va passar amb els britànics: entre 1849 i 1901 van haver de fer almenys 8 expedicions:
- Contra el congost de Kohat el 1850
- Contra els afridis Djawaki dels Adam Khel el 1853
- Contra els Aka Kel el 1855
- Contra els afridis Djawaki dels Adam Khel el 1877
- Contra els afridis Djawaki dels Adam Khel el 1878
- Contra els Zaka Khel el 1878
- Contra els Zaka Khel el 1879
- Conflagració general del 1897-1898, campanya de Tirah

Un primer acord amb els Zakka Kel fou fet el 1857 però es va trencar el 1878 i els britànics van haver de devastar el territori i destruir collites per impedir el bloqueig de les comunicacions pel Khyber. El 17 de febrer de 1881 els afridis i els shinwaris loargi (de Landi Kotal) van acceptar fer la vigilància del pas (per mitjà d'un contingent tribal (djazilčis) a canvi del reconeixement de la seva independència (però acceptant no entrar en tractes amb cap altra potència), del pagament de les milícies, i alguns subsidis que es van anar augmentant. Foren els darrers a unir-se a la revolta general de la frontera el 1897, i foren sotmesos a la campanya de Tirah, en tres batalles; el 1897 es va mantenir el sistema de privilegis iniciat el 1881 i els Khyber Rifles es van reorganitzar sota oficials britànics.
El 1904 els afridis es van presentar a Kabul i després van fer atacs de pillatge a territori britànic (els responsables foren els Zakka Kel) amb suport d'altres grups com els Orakzays, i irregulars afgans (el Hazarnao); van assolar territori britànic del 1905 al 1908. El 28 de gener de 1908 uns vuitanta homes van atacar Peshawar; això va decidir al govern britànic a enviar una expedició definitiva: el major general Sir James Willcocks els va derrotar completament. A la I Guerra Mundial agents otomans van estar a la zona per incitar als afridis a la rebel·lió però no disposaven de diners i els britànics van augmentar els subsidis (doblar) per assegurar-se la lleialtat dels afridis (1 de febrer de 1915).
El 1919 va esclatar la guerra afganesa i els afridis es van revoltar però s'havien sotmès el 1921. Els Khyber Rifles foren dissolts i substituïts pels Khassadars, contingents tribals pagats pel govern de l'Índia Britànica. L'agitació del mullah Sayyid Akbar dels Aka Khel (1921) fou eliminada per un nou augment del subsidi (abril de 1921) i el febrer de 1922 els Zakka Kel van acceptar pagar una indemnització per les seves malifetes. El 1923 es va revoltar el grup d'afridis del Kohat, però foren obligats a refugiar-se a l'Afganistan. Entre 1927 i 1930 els afridis es van barallar entre clans sunnites i xiïtes i a partir del 1930 van caure sota influència dels agitadors del Partit del Congrés de l'Índia i el juny i l'agost del 1930 van atacar Peshawar, però el contraatac britànic va posar fi a aquests actes.